# Kanton Saint-Herblain-Ouest-Indre
Der Kanton Saint-Herblain-Ouest-Indre war von 1982 bis 2015 ein französischer Wahlkreis im Arrondissement Nantes, im Département Loire-Atlantique und in der Region Pays de la Loire; sein Hauptort war Saint-Herblain.

## Gemeinden
Der Kanton Saint-Herblain-Ouest-Indre umfasste die Gemeinde Indre und den Westteil der Stadt Saint-Herblain. 
| Gemeinde                   | Bretonisch  | Einwohner (2012) | Fläche (km²) | Code postal | Code Insee |
| -------------------------- | ----------- | ---------------- | ------------ | ----------- | ---------- |
| Indre                      | Antr        | 4032             | 4,72         | 44610       | 44074      |
| Saint-Herblain (teilweise) | Sant-Ervlan | 19.727           | 22,02        | -           | 44162      |
| Kanton                     |             | 23.759           | 26,74        | -           | 4452       |